# HD 201733
HD 201733，又名BD+44 3718，SAO 50521、HR 8103，是一颗恒星，视星等为6.63，位于銀經87.7，銀緯-1.68，其B1900.0坐标为赤經21h 6m 23.2s，赤緯+45° -1.68′ 42″。